# Mario Velarde
Mario Velarde (Cidade do México, 29 de março de 1940 – 19 de agosto de 1997) foi um futebolista mexicano que competiu nas Copa do Mundo de 1962 e 1970.